# Râul Ghighiu, Teleajen
Râul Ghighiu este un curs de apă, afluent al râului Teleajen. 

## Hărți
- Harta Județului Prahova